# Veðurárdalstindur
Veðurárdalstindur är en bergstopp i republiken Island. Den ligger i regionen Austurland, 270 km öster om huvudstaden Reykjavík. Toppen på Veðurárdalstindur är 1 124 meter över havet.
Trakten runt Veðurárdalstindur är nära nog obefolkad, med mindre än två invånare per kvadratkilometer. Det finns inga samhällen i närheten. Trakten runt Veðurárdalstindur är permanent täckt av is och snö.